# Hristina Vuchkova
Hristina Vuchkova (née Hristina Ruseva), est une joueuse bulgare de volley-ball née le 1er octobre 1991 à Sofia. Elle mesure 1,90 m et joue au poste de centrale. 

## Clubs
| Club                 | De        | À         |
| -------------------- | --------- | --------- |
| CSKA Sofia           | 2008-2009 | 2010-2011 |
| Volley Bergamo       | 2011-2012 | 2011-2012 |
| Telekom Bakou        | 2012-2013 | 2012-2013 |
| LJ Volley            | 2013-2014 | 2013-2014 |
| Nilüfer Belediye     | 2014-2015 | 2014-2015 |
| Telekom Bakou        | 2015-2016 | 2015-2016 |
| Galatasaray İstanbul | 2016-2017 | 2017-2018 |
| THY Spor Kulübü      | 2018-2019 | 2018-2019 |
| VK Maritsa Plovdiv   | 2019-2020 | 2019-2020 |
| PTT Spor Kulübü      | 2020-2021 | 2020-2021 |
| Imoco Volley         | 2021-2022 | 2021-2022 |

## Palmarès

### Équipe nationale
- Ligue européenne
  - Vainqueur : 2018.
  - Finaliste : 2010, 2012.

### Clubs
- Championnat de Bulgarie
  - Vainqueur : 2010, 2011, 2020.
- Coupe de Bulgarie
  - Vainqueur : 2011.
- Supercoupe d'Italie
  - Vainqueur : 2011.
- Championnat d'Azerbaïdjan
  - Finaliste : 2016.
- Championnat de Turquie
  - Finaliste : 2017.

### Distinctions individuelles
- * Ligue d'or européenne 2018 : Meilleure centrale[3]